# Kouterslag
De Kouterslag is een recreatiegebied in Merelbeke-Melle gelegen aan de Geraardsbergsesteenweg en de Ovenveldstraat. De Kouterslag heeft een speeltuin, 2 volleybal velden, 2 tennis velden, 2 voetbalvelden een kunstgrasveld en een gewoon veld, een skatepark, 3 paddel terreinen, minigolf en een sportzaal, cafetaria en een speelbos.